# カンガルー金貨
カンガルー金貨（カンガルーきんか）とは、オーストラリア連邦の西オーストラリア州政府公営のパース造幣局が1986年から発行している地金型金貨である。

## 概要
表面には英国・オーストラリアの国王（チャールズ3世。2023年銘まではエリザベス2世）の肖像、裏面にはカンガルーがレリーフされている。過去には自然金塊（ナゲット）の図柄であったためナゲット金貨とも呼ばれていたこともあり、現在でも海外の銀行などでは「ナゲット」と呼ばれることも多い。
裏面のカンガルーのデザインは毎年変わる。毎年、裏面のカンガルーのデザインが違うことが、カンガルー金貨が地金型金貨でありながら、収集型金貨のようにコレクション的な人気が高い理由とされる。各年のデザインの評価には差があり、発行された年によって人気により発行枚数が異なるため、結果として金相場以上に価値・価格が少なからず変動する。これについては、他の金貨とは異なる点といえる。
日本においては知名度が高く、ウィーン金貨やメイプルリーフ金貨と並んで「世界三大金貨」とも言われる。日本国内では、三菱マテリアルが販売を行っている。

## 純度・サイズ
ウィーン金貨やメイプルリーフ金貨と同様の「9999+」（フォアナイン・プラス、99.99%以上）の純度を誇る。
サイズは、1トロイオンス、1/2トロイオンス、1/4トロイオンス、1/10トロイオンスの4種類（2024年銘実績）。